# Premio Hustle de la NBA
El Premio Hustle de la NBA (NBA Hustle Award) es un premio anual otorgado por la NBA desde la temporada 2016-17.
Lo que durante mucho tiempo se consideraron 'intangibles' ahora son medibles gracias a la llegada de las estadísticas 'Hustle'. Basándose en estas nuevas mediciones, la NBA puede reconocer qué jugadores utilizan mejor estas habilidades para ayudar a sus equipos a ganar cada noche, sin tener en cuenta su anotación. Este galardón honra al jugador que más energía y esfuerzo ha desplegado en la cancha en beneficio de su equipo.
Los parámetros a tener en cuenta son:

What was often described as dirty work or intangibles now has measurable stats associated with the effort plays that are critical to team success:
- Diving on the floor for loose balls
- Sacrificing your body by taking charges
- Getting a hand in the passing lane to cause deflections
- Closing out on shooters to contest shots
- Setting solid screens that lead directly to made baskets

Lo que a menudo se describía como trabajo sucio o intangible ahora tiene estadísticas mensurables asociadas a las jugadas de esfuerzo que son fundamentales para el éxito del equipo:
- Tirarse al suelo a por balones sueltos.
- Sacrificar el cuerpo cargando.
- Poner la mano en la línea de pase para provocar desvíos.
- Cerrar a los tiradores para puntear los tiros.
- Establecer pantallas sólidas que faciliten las canastas.

Patrick Beverley fue el primer ganador del premio, entregado en junio de 2017, durante la gala de los premios de la temporada. Por su parte, Marcus Smart es el único jugador en repetir galardón (2019, 2022 y 2023).

## Ganadores

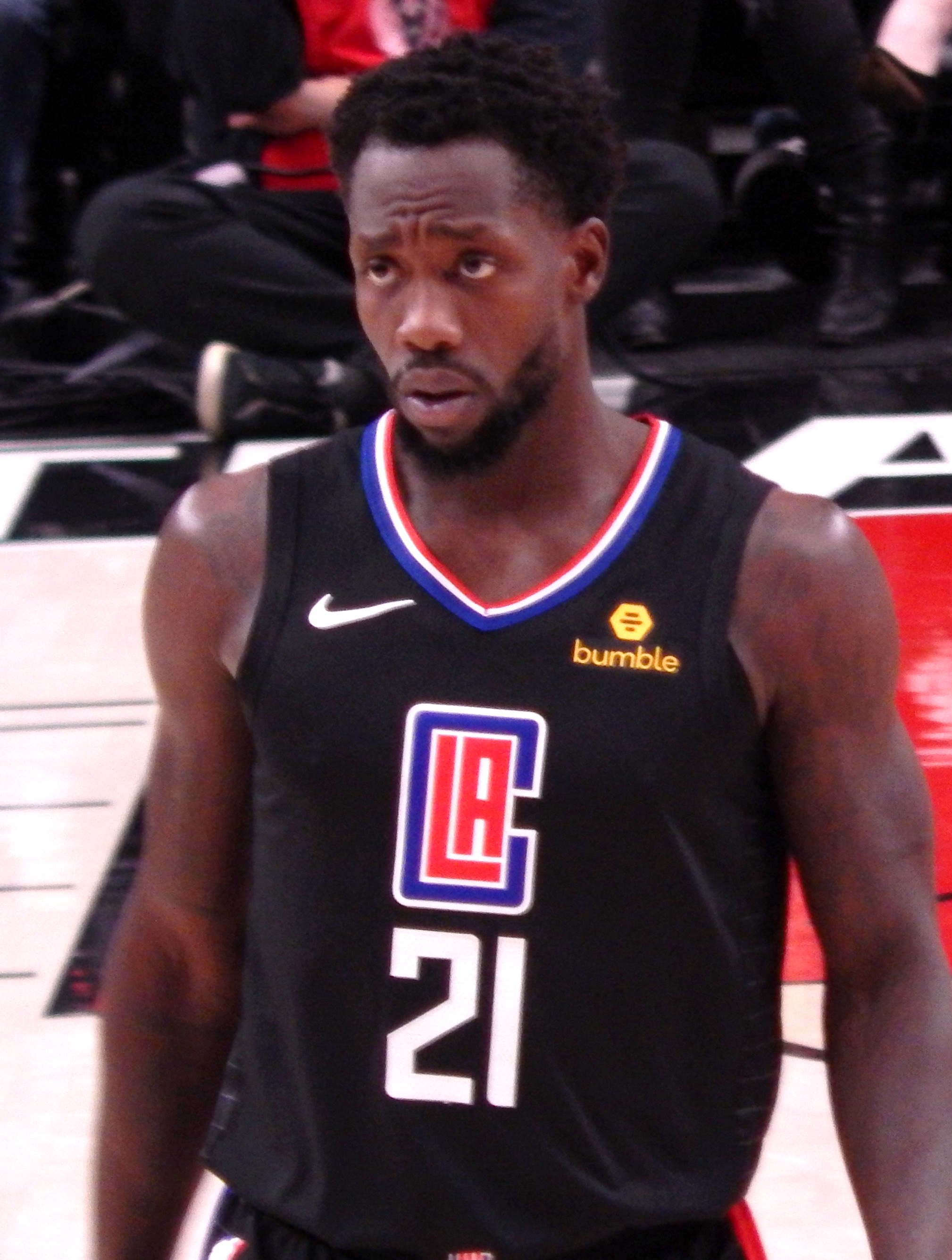
Patrick Beverley fue el primer ganador del premio.

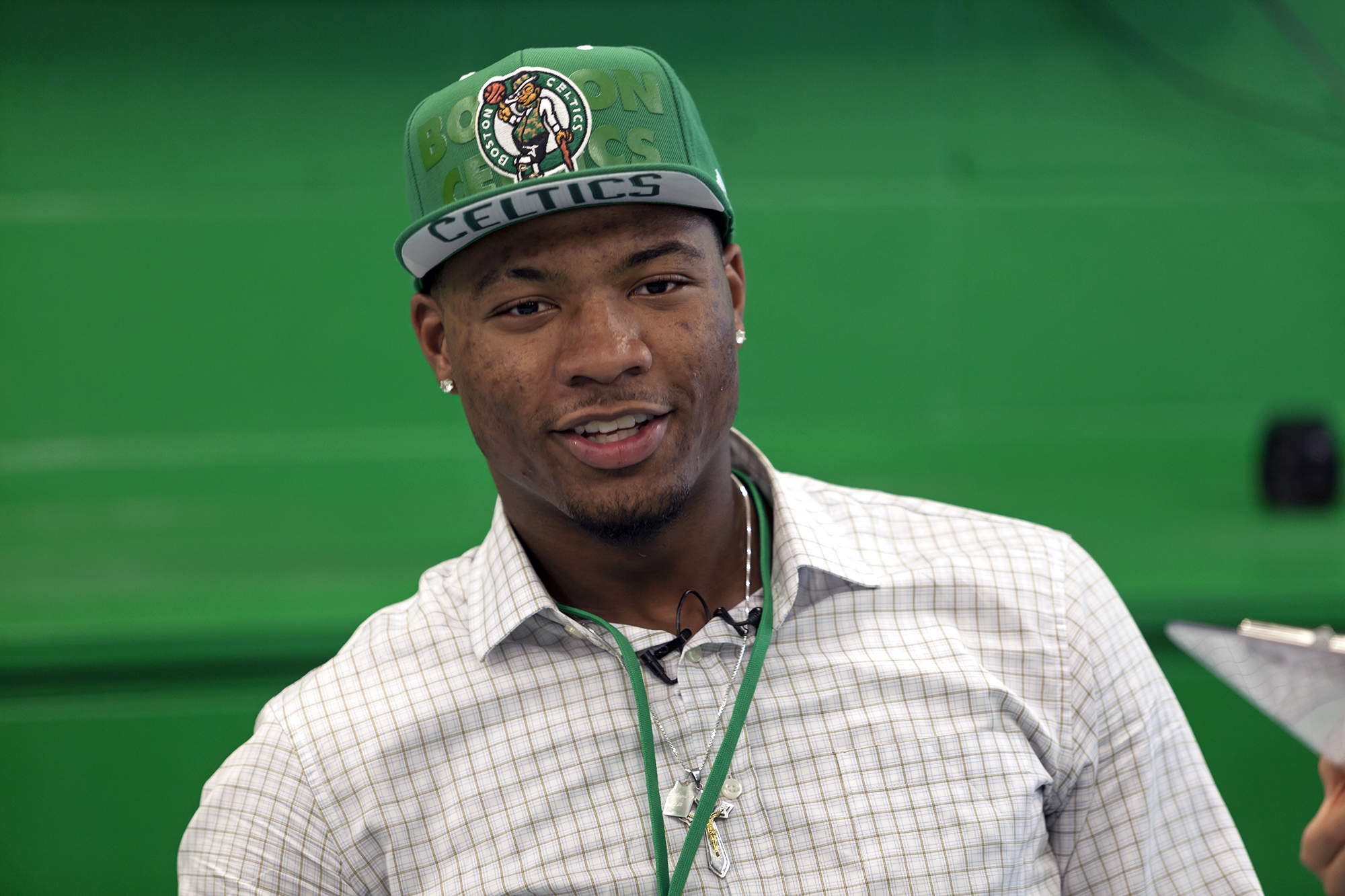
Marcus Smart ha ganado el premio en tres ocasiones.

|             | Jugador activo en la NBA                                       |
| Jugador (#) | Indica la cantidad de veces que un jugador ha ganado el premio |

| Temporada | Jugador          | Posición     | Nacionalidad   | Equipo                | Ref.  |
| --------- | ---------------- | ------------ | -------------- | --------------------- | ----- |
| 2016-17   | Patrick Beverley | Base         | Estados Unidos | Houston Rockets       | [ 1 ] |
| 2017-18   | Amir Johnson     | Alero        | Estados Unidos | Philadelphia 76ers    | [ 5 ] |
| 2018-19   | Marcus Smart (1) | Base/Escolta | Estados Unidos | Boston Celtics        | [ 2 ] |
| 2019-20   | Montrezl Harrell | Ala-Pívot    | Estados Unidos | Los Angeles Clippers  | [ 6 ] |
| 2020-21   | Thaddeus Young   | Alero        | Estados Unidos | Chicago Bulls         | [ 7 ] |
| 2021-22   | Marcus Smart (2) | Base         | Estados Unidos | Boston Celtics        | [ 3 ] |
| 2022-23   | Marcus Smart (3) | Base         | Estados Unidos | Boston Celtics        | [ 4 ] |
| 2023-24   | Alex Caruso      | Base         | Estados Unidos | Chicago Bulls         | [ 8 ] |
| 2024-25   | Draymond Green   | Ala-Pívot    | Estados Unidos | Golden State Warriors | [ 9 ] |